# A Escrava Isaura (telenovela de 2004)
A Escrava Isaura é uma telenovela brasileira produzida e exibida pela Record entre 18 de outubro de 2004 até 29 de abril de 2005 em 167 capítulos, substituindo parte do horário ocupado pelo Cidade Alerta e sendo substituída por Essas Mulheres. É a 1ª novela exibida pela emissora a partir da retomada da dramaturgia naquele ano. Baseada no romance homônimo de 1875, de Bernardo Guimarães, é escrita por Tiago Santiago, com colaboração de Anamaria Nunes e Altenir Silva, direção de Fábio Junqueira, Emílio Di Biasi e Flávio Colatrello Jr. e direção geral de Herval Rossano.
Henrique Daniel interpretou o tema de abertura "Luz do Sol que Clareia a Terra" e Rogério Machado o encerramento "Retirantes", ambas presente na trilha sonora da trama, lançada em 2005. O elenco recebeu consagrações do Prêmio Zumbi dos Palmares e de órgãos argentinos, por ser exibida internacionalmente. A telenovela abrangeu o tema racismo, usando a escravidão como metáfora para difusão de "injustiças e arbitrariedades". A trama encerrou com 15 pontos de média na medição do Instituto Brasileiro de Opinião Pública e Estatística em São Paulo, índices considerados satisfatórios para a emissora, que determinou uma meta inicial de apenas 7 pontos. Foi elogiada pelas atuações dos atores.
Contou com as atuações de Bianca Rinaldi, Leopoldo Pacheco, Patrícia França, Théo Becker, Renata Dominguez, Mayara Magri, Jackson Antunes e Maria Ribeiro.

## Antecedentes
Em 1875, Bernardo Guimarães escreveu um romance sobre uma escrava branca, que foi publicado no mesmo ano pela editora Casa Garnier sob o título de A Escrava Isaura. Guimarães teve reconhecimento pela obra, que foi um sucesso logo após ser publicada, em parte pelo apelo feminino em razão do sentimentalismo do enredo. O livro toca em pontos abolicionistas, que eram controversos na época e é considerado um marco na literatura abolicionista brasileira. Duas tentativas de filmes baseados na obra de Guimarães foram feitas em 1917 e 1922, mas somente em 1929 a versão muda foi lançada, seguida da versão sonora de 1949 que foi protagonizada por Fada Sontoro. Mais tarde, em 1976, a telenovela Escrava Isaura foi produzida pela TV Globo.
A Record havia encerrado seu núcleo de teledramaturgia em 1974 após Meu Adorável Mendigo, dispensado atores, autores e toda equipe de produção, colocando fim na tradição de produzir telenovelas que trazia desde 1954, o que gerou revolta nos artistas pela diminuição do mercado de trabalho. Em 1977 a emissora produziu uma única telenovela, O Espantalho, à pedido de Ivani Ribeiro, autora da obra que considerada inadmissível o fechamento da dramaturgia, porém após esta a emissora decidiu não reativar seu núcleo. Em 1997 a emissora voltou a produzir algumas telenovelas de baixo-orçamento e de forma independente, recorrendo à produtoras terceirizadas ou utilizando cenários desocupados pelo jornalismo, entre elas Canoa do Bagre (1997), Estrela de Fogo (1998), Louca Paixão (1999), Tiro e Queda (1999), Marcas da Paixão (2000), Vidas Cruzadas (2000), Roda da Vida (2001), e Metamorphoses (2004), além de algumas séries infantis e minisséries.

## Produção

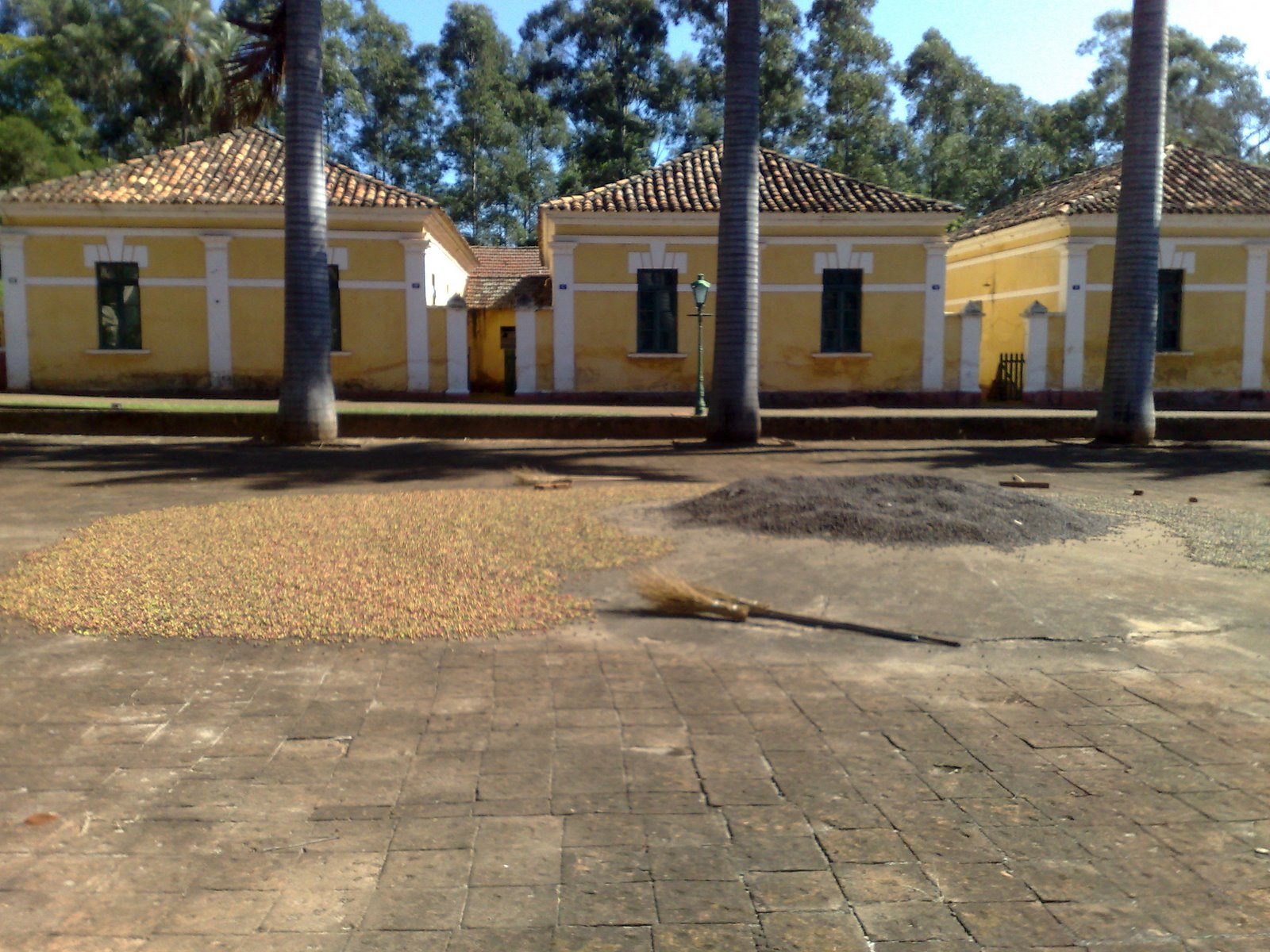
Fazenda Santa Gertrudes, onde a novela foi gravada

Em 10 de maio de 2004, Herval Rossano foi contratado pela Record para reativar o núcleo fixo de teledramaturgia da emissora, inexistente desde o fim Meu Adorável Mendigo (1974), trinta anos antes – evitando produções independentes de baixo orçamento feitas nos anos anteriores. Recebendo uma "carta branca" para realizar o que fosse preciso, independente do valor, Herval promoveu uma reestruturação total nos estúdios da emissora em São Paulo, além de investir na compra de equipamentos de última geração dos Estados Unidos e expansão da equipe, que incluía contratação de produtores e técnicos, novos autores e outros já renomados que estivessem infelizes em outras emissoras e novo, além de atores qualificados e que dessem "nome" às produções, oferecendo contratos de longa duração.
Ao todo foi gasto em torno de 8 milhões de dólares – 24 milhões de reais na época – em equipamento e construção de estúdios, algo considerado colossal. Além disso, visando produções futuras, Herval começou a buscar um complexo de estúdios no Rio de Janeiro para que a Record pudesse comprar dentro de 1 ou 2 anos, indicando que seria mais fácil contratar novos atores da TV Globo na capital carioca, onde a maioria morava. O diretor apresentou sete sinopses para a direção da emissora, trazidas de autores independentes, colaboradores da TV Globo que queriam alçar as carreiras como titulares e livros de impacto cultural que poderiam ser adaptados, decidindo então produzir uma nova versão do romance literário de Bernardo Guimarães após oito dias de reuniões, o qual foi escolhido tanto pela história tida como "bem amarrada", quanto por confiar que atrairia o público pela memória afetiva da primeira versão televisiva.
A história foi adaptada diretamente o livro de 1875 – uma obra de domínio público –, e não da versão da TV Globo, tendo o decorrer da trama diferentes, além da inclusão de outros personagens. Tiago Santiago foi o primeiro autor contratado pela emissora, sendo anunciado como autor da adaptação ainda em maio de 2004. Foram investidos, para cada capítulo da trama, 250 mil reais.

### Escolha do elenco
Patrícia França, Mayara Magri e Jackson Antunes foram os primeiros atores confirmados na trama em junho de 2004. Originalmente Cleo foi a primeira convidada para interpretar Isaura, porém a atriz recusou, alegando que não estava pronta para o papel central de uma trama, fato este que levou-a a recusar a protagonista de Cabocla, na TV Globo, na mesma época. Mel Lisboa chegou a ser negociar com a emissora, porém Herval Rossano barrou sua escalação. O papel ficou com Bianca Rinaldi, que vinha de duas protagonistas bem sucedidas no SBT, sendo que a atriz abriu mão de um papel menor na novela América por Isaura. Bianca recebeu críticas negativas ao ser anunciada por ser loira de olhos azuis, além de ter a pele bronzeada, diferente da descrição do livro que citava Isaura como "tão branca quanto a Lua", sendo que a atriz teve que passar por um processo de caracterização, que incluía pintar os cabelos de preto, usar lentes de contato e evitar o contato com o sol meses antes.
Lavínia Vlasak foi convidada para interpretar a antagonista Branca, porém recusou pela trama ser gravada em São Paulo, o que lhe faria ter que mudar-se durante meses – a atriz aceitaria o convite um ano depois para Prova de Amor, quando a teledramaturgia da Record migrou para o Rio de Janeiro. Após o bom desempenho em Malhação, Henri Castelli foi convidado para interpretar o protagonista Álvaro, porém o ator acabou tendo seu contrato renovado com a TV Globo e sendo escalado para o antagonista de Como uma Onda. Theo Becker foi escolhido para o papel após realizar testes com outros cinco atores, incluindo Miguel Thiré e Caio Junqueira – que também foi incluído na trama como Geraldo, melhor amigo do protagonista. Rubens de Falco foi convidado para interpretar Comendador Almeida exatamente por já ter feito parte da primeira versão da telenovela, no qual interpretou Leôncio. Leopoldo Pacheco foi convidado pessoalmente por Herval Rossano por seu destaque no teatro.

### Cenografia e figurinos
As locações externas foram feitas em uma fazenda cafeeira localizada em Santa Gertrudes, com mais de 22 mil m² de construção em arquitetura francesa que pertenceram ao Barão de São João do Rio Claro  e ao Conde de Prates; contendo casa de colonos, senzala e estação de trem, que seriam importantes para o enredo da trama. As cenas internas foram feitas nos estúdios da Barra Funda, que pertencem a Rede Record, em um espaço de 2 mil m², com cenários e camarins. Os figurinos de época foram feitos sobre encomenda, contendo cerca de 2 mil peças; as vestimentas femininas chegavam a pesar cerca de 20 quilos, contendo calçolas, saiotes, cintas e crinolina, que inflava as saias até um diâmetro de 1,20 metro. As gravações começaram dia 27 de julho de 2004.

### Personagens

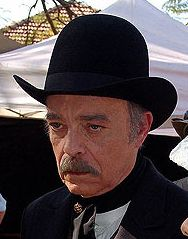
Rubens de Falco como Comendador Almeida

A atriz Bianca Rinaldi interpreta a personagem principal, Isaura dos Anjos, filha da escrava Juliana (Valquíria Ribeiro) com o feitor branco Miguel (Jackson Antunes), que sonha com a sua liberdade. Ela pertence ao Comendador Almeida (Rubens de Falco) e Gertrudes (Norma Blum), essa última que é a sua madrinha e lhe deu uma educação esmerada. Isaura despertou em Leôncio (Leopoldo Pacheco), filho do Comendador, uma obsessão doentia por conta da psicopatia, crueldade e egoísmo que vive dentro dele desde pequeno. Ele é casado com Malvina (Maria Ribeiro), que é irmã de Henrique (Gabriel Gracindo) e filha do Coronel Sebastião (Paulo Figueiredo), também pai da escrava Rosa (Patrícia França), que deseja o mal de Isaura e afeiçoa-se a meia-irmã Helena (Fernanda Nobre). Os escravos do Comendador Almeida, André (Déo Garcez), Joaquina (Chica Lopes) e o jardineiro corcunda e de dentes podres Belchior (Ewerton de Castro), que são chefiados pelo feitor Chico (Jonas Mello), amam e protegem Isaura de Leôncio.
Tomásia Albuquerque (Mayara Magri), filha de Gioconda (Mirian Mehler) e irmã de Gabriel (André Fusko), se casou com o Conde Campos (Carlo Briani) e tornou-a rica e seu único objetivo é vingar-se de Leônico. Álvaro (Théo Becker), que se apaixona por Isaura sob o nome de Elvira e é um abolicionista, é prometido em casamento a Branca (Renata Dominguez) e é filho de Perpétua (Sylvia Bandeira). Flor-de-Lís (Lígia Fagundes), Margarida (Thaís Lima) e Violeta (Daniela Duarte) trabalham no bordel comandado por Serafina (Maria Cláudia).

## Enredo

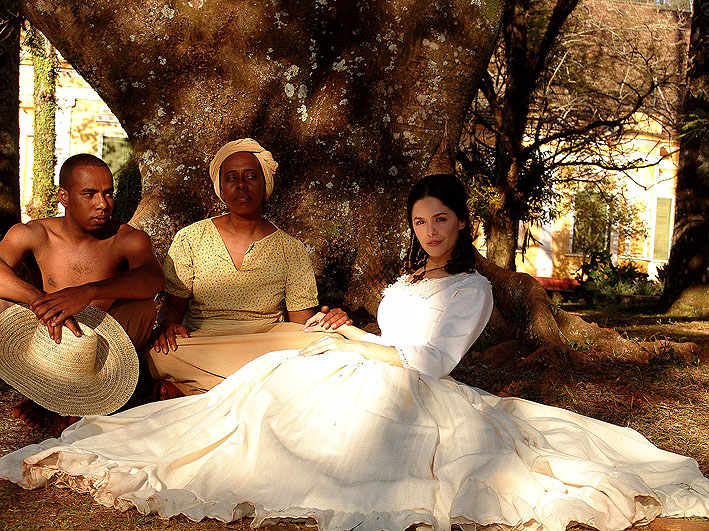
Bianca Rinaldi com o figurino da protagonista Isaura

Isaura nasceu em 1834, na fazenda do Comendador Almeida, na cidade de Campos dos Goytacazes no Rio de Janeiro. É filha da bela negra Juliana, escrava do comendador, e do feitor da fazenda, Miguel. Juliana morre açoitada no tronco, pouco depois do parto, pois sempre se negou a ir para cama com o comendador. Isaura, sua filha, é criada e educada por Gertrudes, mulher de Almeida, que desejou ter uma filha. Apesar da excelente educação e de ter a pele muito clara, Isaura é escrava.
Em 1854, Isaura tem 20 anos e é uma bela e casta donzela que toca piano, canta, pinta, borda e fala alguns idiomas. Tudo o que ela faz é divinamente belo, o que desperta a inveja doentia de Rosa, uma escrava má e falsa, que já se deitou com todos os homens da fazenda. Tudo se complica na sua vida quando volta para a fazenda do perverso senhor Leôncio, filho do Comendador, que desenvolve uma paixão doentia por Isaura. Ele terá Rosa como sua amante e aliada, que sofre na mão do vilão, mas o obedece e pratica crueldades com sua inimiga. Leôncio é obrigado a se casar por interesse com Malvina, filha do rico coronel Sebastião Cunha, mas continua tentando seduzir Isaura.
Todas suas tentativas e propostas são sempre indeferidas pela escrava. Malvina passa a sofrer com agressões de Leôncio e sua brutalidade sexualmente, e no começo desconfia que Isaura tem relações com Leôncio, mas com o tempo descobre a verdade. Gertrudes tenta dar a liberdade para Isaura, mas morre antes de conseguir realizar o objetivo. Pouco depois de sua morte, o Comendador Almeida também morre e é perdoado pela escrava pelas maldades que ele fazia consigo e com sua mãe no passado. Leôncio queima o testamento do pai que concedia a alforria a Isaura e torna-se assim o dono da escrava, para desespero total da mesma, que até é proibida por ele de visitar seu pai. A vida de Isaura transforma-se num inferno. Passa a se vestir feita escrava e fazer todos os trabalhos pesados, além de sempre agredida e sofrer assédio sexual de Leôncio. Ela passa a dormir na senzala e sofrer ainda mais com as crueldades de Rosa.
Leôncio torna-se cada vez mais insistente, e sua paixão doentia e secreta pela escrava é descoberta, primeiro por Henrique, seu cunhado, que também é apaixonado por Isaura, e logo depois por Malvina, que não demora muito a perceber a obsessão de seu marido pela escrava. Malvina também descobre que é meia-irmã da escrava Rosa, a qual tem raiva por ela se relacionar com seu marido. Tomásia, que foi amante de Leôncio quando pobre, foi iludida com promessas de casamento e engravidou. Logo após ser abandonada, perde a criança e fica estéril, mas acaba enriquecendo ao se casar com Conde de Campos, que é assassinado por Leôncio. Depois, Gabriel (o irmão caçula de Tomásia) é baleado por Martinho e fica paraplégico, despertando sua sede de vingança.
Isaura, com ajuda dos escravos da fazenda, consegue fugir com seu pai Miguel e refugiar-se numa chácara nos arredores de São Paulo, onde adota o nome de Elvira, vivendo longe da cidade. Ela conhece o jovem abolicionista Álvaro mas tenta de toda forma evitá-lo pela sua condição naquele momento. Apesar de tudo, eles começam um relacionamento, escondendo dele que é uma escrava fugitiva. Isaura é descoberta e mandada de volta à fazenda de Leôncio, e sofre ao dobro com os maus tratos do dono e de Rosa, que recebem apoio de Branca, uma moça muito rica que foi prometida a Álvaro desde criança e faz de tudo para separá-los.
Leôncio sequestra Isaura e é assassinado com uma facada no coração. Ela é encontrada na cena do crime e com a arma na mão, sendo mandada para a forca logo de seguida. Belchior é o único que conhece a identidade do assassino, revela isso a Martinho, que depois é assassinado juntamente com Raimundo pela mesma pessoa. Na prisão, Isaura é envenenada por Branca, e Alvaro, para a salvar, assume a culpa pelos crimes ao severo Comandante Santana. Quando Álvaro é julgado, Belchior revela quem é o assassino. Então, Álvaro é absolvido. Stella interna a sua filha Branca em um manicômio e depois descobre que seu marido está vivo. Gabriel volta a andar, enquanto, Tomásia e Miguel, adotam um menino. Rosa torna-se livre, mas André não a quer mais. Isaura e Álvaro casam-se e vivem juntos e felizes.

### "Quem matou Leôncio?"
O recurso narrativo "Quem matou?" foi usado notoriamente pela primeira vez no Brasil na telenovela Véu de Noiva (1969) da TV Globo, quando o personagem Luciano (Geraldo Del Rey) se retirou da trama e a autora Janete Clair usou a artimanha para justificar a ausência do ator. A expressão se consagrou após a personagem Odete Roitman de Vale Tudo (1988), também da Globo, ser assassinada e virar assunto no país inteiro e aumentar os índices da trama.
Na parte final do romance A Escrava Isaura de Bernardo Guimarães ocorre uma manobra, onde Isaura é convencida a se casar com Belchior. Porém, antes que a cerimônia matrimonial fosse realizada, surge Álvaro, que havia descoberto a falência de Leôncio e em seguida, ele compra a dívida dos seus credores. Dessa forma, Álvaro passa a ser dono de todas as propriedades de Leôncio, incluindo Isaura e os demais escravos. Ao perder a jovem escrava (Isaura) por quem é apaixonado e ao mesmo tempo estando na miséria, Leôncio comete suicídio. Por fim a história do romance A Escrava Isaura tem um desfecho feliz. 
No romance A Escrava Isaura de Bernardo Guimarães, um dos personagens é Belchior, na qual ele trabalha como jardineiro na fazenda da família de Leôncio. O jardineiro Belchior é um homem deformado e apaixonado por Isaura, onde ele nutre a pretensão de casar com a jovem escrava. Na telenovela Escrava Isaura que foi produzida pela TV Globo em 1976, o autor Gilberto Braga criou o personagem Beltrão (Carlos Duval), sendo este baseado no personagem Belchior do romance A Escrava Isaura. Na telenovela Escrava Isaura, Beltrão trabalha como jardineiro há anos na fazenda do Comendador Almeida (Gilberto Martinho). O jardineiro Beltrão é apaixonado por Isaura (Lucélia Santos) e sem perceber, é usado por Leôncio (Rubens de Falco) para prejudicá-la. O fazendeiro Comendador Almeida, divide-se entre o campo e a sua chácara no Rio de Janeiro. A maior preocupação do Comendador Almeida é com o futuro dos bens da família, uma vez que seu único filho, Leôncio, não se mostra capaz de gerir os negócios. O Comendador Almeida é casado com Ester (Beatriz Lyra), a bondosa mãe de Leôncio, onde ela educa Isaura como se fosse a sua filha. Ester acaba falecendo, deixado uma carta de alforria para a jovem escrava. Quando fica viúvo, o Comendador Almeida muda-se para a Corte, deixando seu filho Leôncio como administrador da fazenda. Após a morte de sua esposa Ester, o Comendador Almeida casa-se com a cantora lírica Carmem (Angela Leal). 
No final da telenovela Escrava Isaura da TV Globo, é iniciado a celebração do casamento forçado entre Isaura e o jardineiro Beltrão, dentro da casa sede da fazenda de Leôncio. O abolicionista Álvaro (Edwin Luisi) entra na casa sede da fazenda de Leôncio com um grupo de homens armados e logo depois, ele interrompe a celebração da cerimônia matrimonial entre Isaura e Beltrão. Em seguida, Álvaro diz a Leôncio que Henrique (Mário Cardoso), irmão de Malvina (Norma Blum), lhe revelou pouco tempo atrás, que ele (Leôncio) estava cheio de dívidas e completamente falido. Logo depois, Álvaro mostra os documentos a Leôncio, afirmando que comprou todas as dívidas dos seus credores. Em seguida, Álvaro afirma a Lêoncio que passou então a ser o seu único e principal credor, tornando-se dessa forma proprietário da sua fazenda e de todos os seus bens, incluindo Isaura e os demais escravos. Logo depois, Leôncio fica deseperado e tenta fugir. No entanto, Leôncio acaba não conseguindo fugir. Pouco tempo depois, Leôncio se fecha em um dos cômodos da casa sede da fazenda. Em seguida, Leôncio pega uma arma de fogo e logo depois, ele atira em si mesmo, cometendo um suicídio. 
Assim, o autor Gilberto Braga escreveu o final da telenovela Escrava Isaura da TV Globo de maneira fiel à parte final do romance A Escrava Isaura de Bernardo Guimarães, onde Leôncio comete o suícidio.
O autor Tiago Santiago não seguiu a parte final do romance A Escrava Isaura de Bernardo Guimarães em relação ao destino final do vilão Leôncio. O autor Tiago Santiago escreveu a parte final da telenovela A Escrava Isaura da Record optando pelo recurso narrativo "Quem matou Leôncio?". Foram dois objetivos que a emissora teve com este recurso narrativo "Quem matou Leôncio?". O primeiro objetivo do autor Tiago Santiago e do diretor Herval Rossano (que também foi o diretor da telenovela Escrava Isaura da Rede Globo) foi para diferenciar as duas telenovelas baseadas no romance A Escrava Isaura de Bernardo Guimarães. O segundo objetivo do autor Tiago Santiago e da Rede Record foi atrair mais audiência na reta final da produção da telenovela. 
| “ | Antes da novela estrear, em outubro, eu e o Herval Rossano (diretor) já tínhamos pensado em fazer 'quem matou Leôncio?' para diferenciá-la ao máximo da primeira versão [...] Este suspense casa muito bem com o Leôncio. [Ele] é odiado por muita gente. A ideia é despertar ainda mais a curiosidade do público pela história. | ” |

Foi feita uma lista de suspeitos antes mesmo das cenas serem escritas. A partir de uma enquete criada pelo portal Virgulando, acreditavam que o capataz Chico (Jonas Mello) e a esposa traída de Leôncio, Malvina (Maria Ribeiro), seriam os principais suspeitos de matarem o vilão. Para manter o suspense na reta final da produção da telenovela A Escrava Isaura da Record, foram gravadas cinco cenas, com cinco assassinos diferentes.  O personagem Chico foi quem matou Leôncio na primeira exibição da trama, revelado no último capítulo em 29 de abril de 2005  e na reexibição na TV Brasil. Com a reapresentação da telenovela em 2006, a assassina da vez foi a escrava Rosa (Patrícia França), e na segunda reprise em 2007 foi o jardineiro Belchior (Ewerton de Castro). Na reexibição pelo Fox Life em 2014, a assassina da vez foi Malvina, a esposa traída de Leôncio.
Na reprise de 2020, pela Record, Malvina foi a assassina da vez.

## Exibição

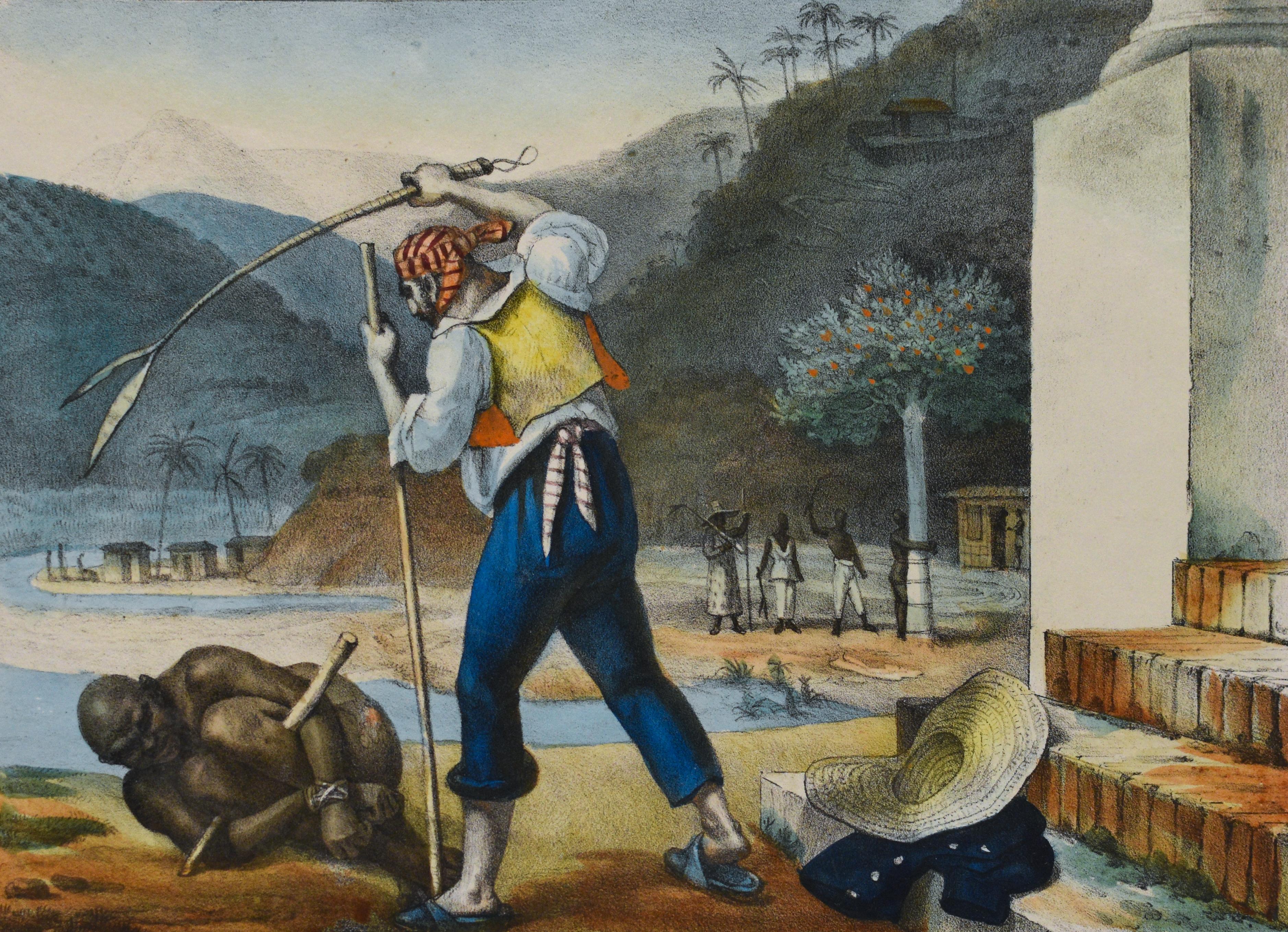
"Escravidão no Brasil" é um dos quadros de Debret que aparecem na abertura da trama

Foi a primeira telenovela da retomada da teledramaturgia da Record. Inicialmente, A Escrava Isaura estava prevista para estrear em 27 de setembro de 2004 às 18h30, mas foi adiada para outubro por causa das eleições municipais. Exibida de segunda a sábado, o primeiro capítulo foi transmitido em 18 de outubro de 2004, na faixa das 18h45 pela Record, inicialmente recebendo a classificação indicativa de não recomendada para menores de 12 anos, o que tornaria inadequada para exibição antes das 20h. Entretanto, antes da estreia, acabou sendo reclassificada como livre para todos os públicos. O desfecho foi mostrado no dia 29 de abril de 2005, totalizando 167 capítulos. A abertura era transmitida ao som de "Luz do sol que clareia a terra" de Henrique Daniel, com quadros de desenhos de escravos feitos por Debret. A música "Retirantes" de Rogério Machado encerrava os capítulos da trama.

### Reprises
Foi reprisada pela primeira vez entre 15 de novembro de 2005 e 9 de junho de 2006, numa exibição especial para promover a teledramaturgia do canal garantindo bons índices na faixa das 21h da Record, em 179 capítulos.
Foi reprisada pela segunda vez entre 29 de janeiro e 13 de julho de 2007 às 14h30, em 120 capítulos, substituindo Louca Paixão.
Depois de sua reformulação, o Fox Life, canal de TV pago, comprou a trama e a exibiu na íntegra entre 6 de outubro de 2014 e 25 de maio de 2015. O canal já havia exibido outra novela da Record: Essas Mulheres foi transmitida pelo mesmo em 2007.
Em 2017, devido aos excelentes resultados obtidos por Escrava Mãe – novela original que contava a história da mãe de Isaura – a Record decidiu adiar a substituta, Belaventura, e escalou a terceira reprise de A Escrava Isaura para substitui-la como forma de continuar exibindo toda a história. Foi reprisada pela terceira vez entre 9 de janeiro e 24 de julho de 2017 às 19h30, em 141 capítulos.
Foi reprisada pela quarta vez por sua emissora original de 7 de outubro de 2019 a 18 de agosto de 2020, em 223 capítulos, substituindo Bela, a Feia e sendo substituída por Escrava Mãe às 15h, sendo mudada para às 15h15 ao decorrer de sua exibição, se tornando a telenovela mais reexibida pelo canal.
Foi reprisada na íntegra pela emissora governamental TV Brasil de 12 de janeiro a 25 de julho de 2022, substituindo Os Dez Mandamentos e sendo substituída por A Terra Prometida, ás 20h. Essa foi a segunda produção da Record a ser exibida no canal.
Foi exibida pela primeira vez na Rede Família, canal irmão da Record, de 7 de março a 28 de outubro de 2022, em 170 capítulos, substituindo Dona Xepa e sendo substituída pelo programa Reportagens Especiais ás 22h, se tornando a novela brasileira mais reprisada, com quatro reprises na emissora mãe, uma reprise no Fox Life (virando Star Life em 2021, até ser substituída pelo Cinecanal em 2022) e uma reprise na TV Brasil.
Foi exibida pela segunda vez na Rede Família entre 6 de março a 10 de dezembro de 2023, em 212 capítulos, inaugurando a faixa das 15h30. Um dia depois, em 11 de dezembro de 2023, a novela voltou a ser reexibida no mesmo canal, ficando no ar até 4 de março de 2024, num compacto de 61 capítulos, sendo substituída pela reapresentação do capítulo anterior de Reis na faixa das 14h30.
Será reprisada pela quinta vez na Record a partir de 1.º de setembro de 2025, substituindo O Rico e Lázaro na faixa das 15h30. Esta reprise comemora os 150 anos da publicação da obra de Bernardo Guimarães, além de utilizar recursos como inteligência artificial, esticamento de imagem e uma nova abertura.

### Exibição internacional
Internacionalmente, foi exibida pela RTP em Portugal em 2005, retomando o hábito de ver novelas às duas da tarde, na Venezuela pela Venevisión em 2005, no Chile pela Chilevisión em 2006, na República Dominicana pela Tele Antillas em 2006, Telefé na Argentina em 2006, pela Telemundo nos Estados Unidos em 2007, WAPA-TV em Porto Rico em 2008, na Bolívia pela Rede Unitel em 2012 e vendida ainda para Guatemala, Nicarágua e Peru. Já em 2016 foi  exibida, à tarde, na Correio da Manhã TV.
| Exibição pelo mundo | Exibição pelo mundo                      | Exibição pelo mundo |
| País                | Canal                                    | Título local        |
| ------------------- | ---------------------------------------- | ------------------- |
| Brasil              | RecordTV Fox Life TV Brasil Rede Família | A Escrava Isaura    |
| Portugal            | RTP CMTV                                 | A Escrava Isaura    |
| Moçambique          | TV Miramar                               | A Escrava Isaura    |
| Cabo Verde          | Record Cabo Verde                        | A Escrava Isaura    |
| Japão               | Record Japão                             | A Escrava Isaura    |
| União Europeia      | Record Europa                            | A Escrava Isaura    |
| Venezuela           | Venevision TVes                          | La Esclava Isaura   |
| Equador             | Ecuavisa EcuadorTV                       | La Esclava Isaura   |
| Colômbia            | CityTV                                   | La Esclava Isaura   |
| Chile               | Chilevisión TVN                          | La Esclava Isaura   |
| Peru                | Frecuencia Latina                        | La Esclava Isaura   |
| Estados Unidos      | Telemundo                                | La Esclava Isaura   |
| Costa Rica          | Repretel                                 | La Esclava Isaura   |

## Elenco
| Ator/Atriz         | Personagem                              |
| ------------------ | --------------------------------------- |
| Bianca Rinaldi     | Isaura dos Anjos Sales / Elvira Vaz     |
| Leopoldo Pacheco   | Leôncio Almeida                         |
| Patrícia França    | Rosa Silva Cunha                        |
| Théo Becker        | Álvaro Mendonça                         |
| Renata Dominguez   | Branca Villela                          |
| Mayara Magri       | Tomásia Albuquerque, Condessa de Campos |
| Jackson Antunes    | Miguel Sales / Anselmo Vaz              |
| Maria Ribeiro      | Malvina de Salles Cunha Almeida         |
| Caio Junqueira     | Geraldo Villela                         |
| Paulo Figueiredo   | Coronel Sebastião Cunha                 |
| Ewerton de Castro  | Belchior Araújo                         |
| Jonas Mello        | José Francisco (Chico)                  |
| Gabriel Gracindo   | Henrique de Salles Cunha                |
| Miriam Mehler      | Gioconda de Albuquerque                 |
| Sílvia Bandeira    | Perpétua Mendonça                       |
| Aldine Müller      | Estela Villela                          |
| Déo Garcez         | André Batista                           |
| Chica Lopes        | Joaquina da Conceição                   |
| Ivan de Almeida    | João Batista (Tio João)                 |
| Fernanda Nobre     | Helena de Salles Cunha                  |
| André Fusko        | Gabriel Albuquerque                     |
| Lugui Palhares     | Dr. Diogo Lemos                         |
| Fábio Junqueira    | Dr. Paulo Pereira                       |
| Paula Lobo Antunes | Srtª. Aurora Amaral                     |
| Odilon Wagner      | Comandante Teobaldo Santana             |
| Maria Cláudia      | Madame Serafina                         |
| Daniela Duarte     | Violeta                                 |
| Lígia Fagundes     | Flor-de-Lís                             |
| Thaís Lima         | Margarida                               |
| Rômulo Delduque    | Raimundo                                |
| Cláudio Curi       | Martinho                                |
| Rodrigo Zanardi    | Sargento Aloísio Guimarães              |
| Daniel Alvim       | Soldado Rosauro                         |
| Bárbara Garcia     | Nipalesa (Moleca)                       |
| Christovam Neto    | Bernardo                                |

### Participações especiais
| ator                  | personagem                                |
| --------------------- | ----------------------------------------- |
| Rubens de Falco       | Comendador Leopoldo Almeida               |
| Norma Blum            | Gertrudes Almeida                         |
| Carlo Briani          | João Alberto Xavier, Conde de Campos      |
| Milhem Cortaz         | Manuel da Mota Coqueiro, a Fera de Macabu |
| Valquíria Ribeiro     | Juliana dos Anjos                         |
| Aldo Bueno            | Kamau dos Anjos                           |
| Gilbert Stein         | Promotor Eurípedes                        |
| Serafim Gonzalez      | Juiz Gomes                                |
| Diogo Oliveira        | Ariski                                    |
| Blota Filho           | Padre Marciolino                          |
| Luiz Baccelli         | Padre Eurico                              |
| Luiz Carlos de Moraes | Dr. Quintana                              |
| Helena Xavier         | Eugênia, Baronesa de Vista Alegre         |
| Ciro José             | Benedito                                  |
| Ailene Gouveia        | Gisela                                    |
| Matheus Palota        | Pedrinho                                  |
| Vivian Fiorio         | Camélia                                   |
| Rayana Vidal          | Isaura dos Anjos (criança)                |
| Guilherme Rodrigues   | Leôncio Almeida (jovem)                   |
| Luccas Papp           | Leôncio Almeida (criança)                 |

## Música
O tema de abertura da telenovela, "Luz do Sol que Clareia a Terra", é interpretado pela cantor Henrique Daniel. A trilha sonora conta ainda com cantores como Chitãozinho & Xororó, por "Sinônimos" com participação de Zé Ramalho, Mara Maravilha por "O seu amor" e Fafá de Belém por "Nem às paredes confesso". Tais canções foram incluídas em um CD, cuja produção recaiu toda a Henrique Daniel.
O tema de encerramento, "Retirantes", seria de início a canção tema de abertura da trama, por ter sido reproduzida na entrada da primeira versão da TV Globo em 1976, com novos arranjos, na voz principal de Rogério Machado e backing vocal por Luana Cossetti.
| N.º | Título                                | Música                            | Personagem        | Duração |  |
| 1.  | "Sinônimos"                           | Chitãozinho & Xororó e Zé Ramalho | Isaura e Álvaro   | 04:43   |  |
| 2.  | "Luz do Sol que Clareia a Terra"      | Henrique Daniel                   | Abertura          | 04:20   |  |
| 3.  | "Impossível Acreditar que Perdi Você" | Simony                            | Malvina           | 03:50   |  |
| 4.  | "Viver Longe de Você não Dá"          | Guilherme & Santiago              | Helena e Gabriel  | 04:30   |  |
| 5.  | "Jardim da Fantasia"                  | Jackson Antunes                   | Tomásia e Miguel  | 03:41   |  |
| 6.  | "O Seu Amor"                          | Mara Maravilha                    | Helena e Diogo    | 04:45   |  |
| 7.  | "Sol de Primavera"                    | Beto Guedes                       | Geral             | 02:54   |  |
| 8.  | "Nem às Paredes Confesso"             | Fafá de Belém                     | Isaura            | 03:56   |  |
| 9.  | "Último Romântico"                    | J. Neto                           | Geraldo           | 05:14   |  |
| 10. | "A Paz"                               | Max Viana                         | Geral             | 04:56   |  |
| 11. | "Amar É Isso"                         | Leonardo Sullivan                 | Henrique e Aurora | 04:08   |  |
| 12. | "Retirantes"                          | Rogério Machado                   | Escravos          | 02:32   |  |

## Repercussão

### Análise da crítica
| |  |  |
| Bianca Rinaldi (à esquerda) foi comparada a Lucélia Santos, Isaura da primeira adaptação de 1976 (à direita). |  |  |

A Escrava Isaura recebeu críticas positivas dos jornalistas especializados. Jockisan, da revista Recreio, foi enfático ao dizer que a novela é "um exemplo de como fazer uma novela de qualidade", declarando que ela tinha bons cenários internos e externos, "ótimos atores e um ótimo figurino". Jockisan também elogiou o texto, dizendo que "parece poesia" e "uma aula de história", além de disseminar a cultura africana: "Tem muitas questões históricas que podemos observar e aprender em A Escrava Isaura, e que com certeza foram objeto de pesquisa de toda a equipe para fazê-la e torná-la mais próxima da realidade da época". Cristina Padiglione, do O Estado de S. Paulo, disse que a trama consegue aliar os elementos que derem certo na primeira versão com os recursos técnicos de 2004, declarando que "o texto é redondinho, com diálogos plausíveis" e que "Fazer novela fora da Globo, como diria a letra de Retirantes, 'é difícil como o quê'" pelas altas expectativas que se colocam em todo produto fora da emissora líder. A jornalista ainda elogiou as atuações de Rubens de Falco e Leopoldo Pacheco, mas notou que seria difícil para Bianca Rinaldi afastar as comparações com Lucélia Santos.
Bia Abramo, da Folha de S.Paulo, elogiou a trama e declarou que era uma boa opção à concorrente Começar de Novo, descrita como "fraca" e "sem brilho especial" e dizendo que seria facilmente "engolida à medida que o remake do folhetim engrene". Amelia Gonzalez, do jornal O Globo –  pertencente à TV Globo, principal concorrente da telenovela –  foi negativa em torno das fortes cenas de massacre contra os escravos na trama, chegando a comparar com programas policiais vespertino: "A cena da morte da escrava Juliana no tronco, sangrando por todos os lados, era dispensável, sobretudo levando-se em conta o horário" Gonzalez também tocou no ponto dos figurinos da trama, mas elogiou algumas cenas que mostravam como foi a escravidão naquele tempo: "O incêndio no quilombo, os escravos trabalhando na plantação de café ou empurrando carrinhos de obras na praça da cidade remeteram, aí sim belamente, a uma época da qual os humanos não têm muito que se orgulhar."

### Audiência
A meta divulgada para A Escrava Isaura foi de 7 pontos de audiência, medida pelo Instituto Brasileiro de Opinião Pública e Estatística (IBOPE). O programa policial Cidade Alerta, que ocupava o horário da trama na época, tinha seu final decretado com o início desta, mas foi adiado por ter uma audiência satisfatória de 8 pontos para a Record, dividindo o horário com a trama. O primeiro capítulo estreou na vice-liderança com 12 de média e picos de 14,2 pontos, a concorrente Começar de Novo caiu cinco pontos na Grande São Paulo. No segundo dia marcou 13, no terceiro voltou para os 12, subindo a audiência da Record para 8 no Rio de Janeiro e 19 no Recife. Em outubro de 2004, a novela conseguiu aumentar em 50% a audiência da Record na faixa das 19h, e o número de televisores ligados em São Paulo subiu de 63% para 67% no seu horário de exibição. Em dezembro, já marcava 14 de média e 17 pontos de pico.
Em janeiro de 2005, A Escrava Isaura era assistida por 19,9% dos telespectadores em São Paulo, fechando a média mensal com 12,2 pontos. Em fevereiro, aumentou para 21,6% e fechou com 13,6 pontos; os meses de março e abril fecharam com média de 15 pontos e participação dos telespectadores de 23%. Em Salvador, foram somados 14 pontos de média e 22,3% de baianos assistindo a trama, já no Recife, os números dobraram para média de 24,7 com 38,4% de telespectadores ligados na Record no horário. Na terça-feira de Carnaval do dia 8 de fevereiro, A Escrava Isaura ficou apenas 5 pontos atrás novela Começar de Novo da Rede Globo. Enquanto a concorrente deu 24 pontos – número baixo para a emissora no horário, na época -, a da Record atingiu picos de 19, com média de 16. O último capítulo marcou 19 de média e 23 pontos de pico. A trama encerrou com 15 pontos de média na medição do Instituto Brasileiro de Opinião Pública e Estatística em São Paulo, índices considerados satisfatórios para a emissora, que determinou uma meta de 10 pontos.
A primeira reprise em 2005 teve média geral de 7 pontos, alavancando os índices do horário nobre. A segunda em 2007 fechou com 5 pontos, a terceira em 2017 teve 10 pontos, mantendo os altos índices da antecessora. Em alguns capítulos chegava a 13 de pico, ultrapassando a então inédita O Rico e Lázaro e a quarta reprise em 2019 esteve no ar com média geral de 7 pontos, o mesmo melhor número geral da meta de 7 pontos no primeiro horário de reprises da emissora, ficando atrás apenas da antecessora Bela, a Feia, um dos maiores sucessos das tardes.

## Prêmios e indicações
Em 24 de novembro de 2005, o Prêmio Zumbi dos Palmares homenageou os atores Déo Garcez, Bárbara Garcia, Matheus Palota, Ivan de Almeida, Valquíria Ribeiro, Cristovam Neto e Chica Lopes, que representavam o elenco afro-brasileiro de A Escrava Isaura. Bianca Rinaldi ganhou um prêmio da crítica especializada da Argentina em 2006, após uma divulgação no país.